# DJ Hero
DJ Hero és un videojoc musical que pertany a la saga Guitar Hero. Està desenvolupat per FreeStyleGames i publicat per Activision. El seu llançament es va produir el 27 d'octubre de 2009 a l'Amèrica del Nord i els dies següents a la resta del món. El videojoc, disponible per les consoles Xbox 360, PlayStation 2, PlayStation 3 i Wii, està basat en el turntablism i inclou una banda sonora formada per 94 remescles de dues cançons a partir d'una selecció de més de 100 cançons de diferents estils musicals. El videojoc consisteix a aconseguir el màxim de punts prement els botons per activar els beats, ajustar el crossfader entre dues cançons i realitzar "scratch". Conté els tres modes de joc més simples: carrera, cooperatiu i competitiu.
Diversos disc jockeys i artistes en remescles han col·laborant en el desenvolupament del videojoc, en la creació de remescles de la banda sonora i en deixar utilitzar la seva imatge per avatars. Entre les col·laboracions hi destaquen DJ Shadow, DJ Z-Trip, DJ AM, Cut Chemist, DJ Jazzy Jeff, Grandmaster Flash, Daft Punk o Eminem.

## Desenvolupament
Activision va registrar el títol DJ Hero a principis de 2008 iniciant les especulacions que Activision estava planejant competir amb la saga de videojocs Beatmania de Konami, i fer una nova expansió de la saga Guitar Hero. Per al desenvolupament del videojoc, Activision va adquirir FreeStyleGames, una petita empresa que desenvolupa videojocs musicals.
Per al desenvolupament del videojoc, i en especial, del controlador per fer les mescles, Activision va comptar amb la col·laboració de DJ Shadow. També va incidir en l'elecció de cançons, va ajudar en realitzar remescles i va oferir noves característiques pel joc. Altres artistes que van col·laborar en el disseny com a consultors van ser Eminem o Jay-Z, dels quals s'ha realitzat una edició especial amb els seus noms, encara que posteriorment va canviar de nom a "Renegade Edition". El DJ Z-Trip, a part de col·laborar en la creació de remescles, va realitzar una demostració del videojoc en la E3 Conference 2009. Entre els col·laboradors també va destacar Daft Punk, ja que els desenvolupadors van dissenyar un escenari inspirat en la gira Alive 2007 d'aquest grup.
Durant el procés de desenvolupament, també van decidir utilitzar els controladors de guitarres del Guitar Hero per realitzar remescles de guitarra i rock en el joc. Finalment van optar per afegir aquesta possibilitat com un mode de joc addicional. Els responsables de l'empresa van declarar que estaven estudiant per futurs llançaments, l'addició de la bateria en el DJ Hero o l'addició del controlador de remescles en el Guitar Hero.
El 29 d'agost de 2009, DJ AM, un important col·laborador en el desenvolupament del DJ Hero, fou trobat mort en el seu apartament de Nova York. La seva mort no va afectar el llançament del videojoc.
Per promocionar el videojoc, el controlador fou introduït en videoclip de la cançó "Make Her Say" de Kid Cudi.

## Jugabilitat

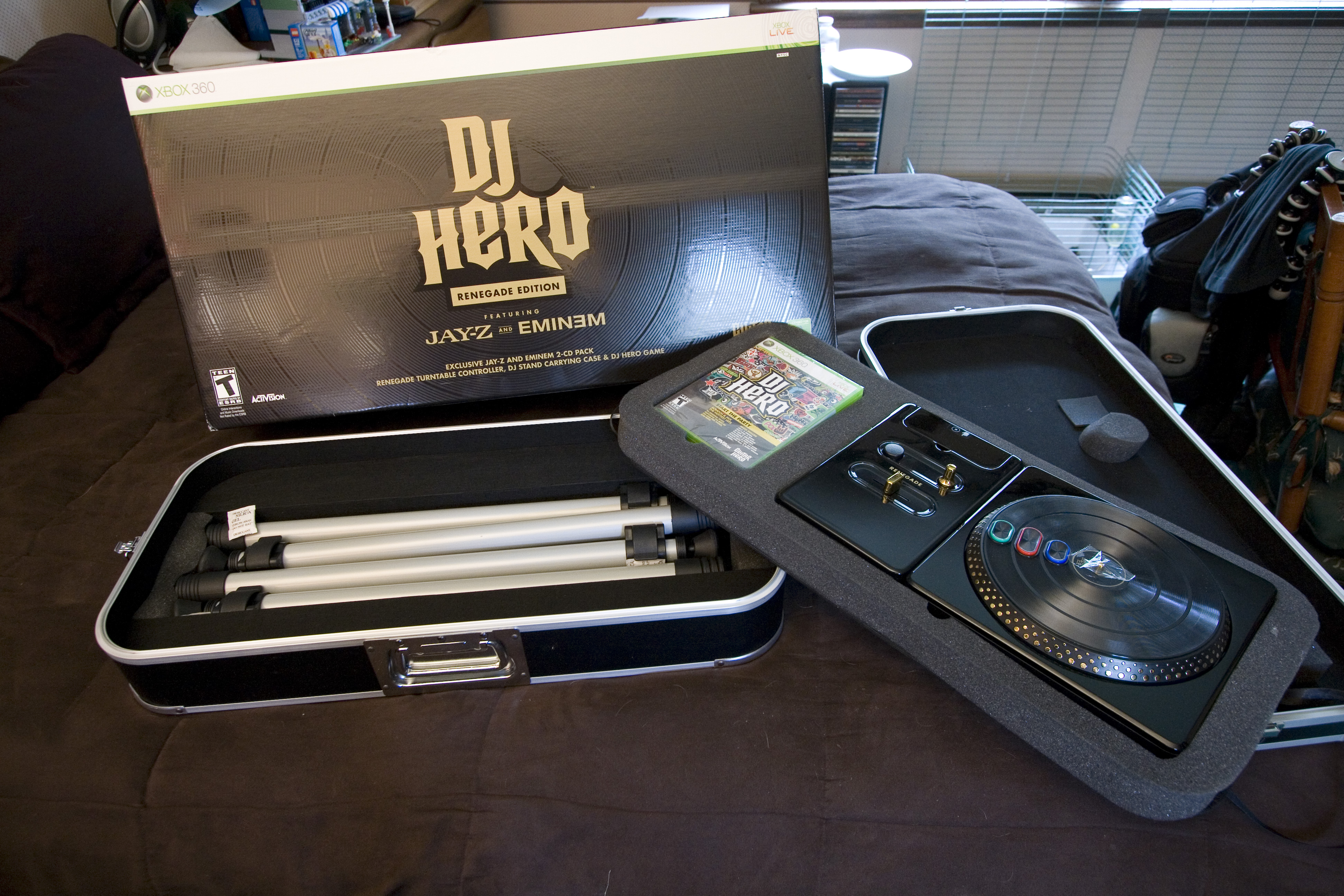
Edició "Renegade" del DJ Hero inclou un controlador en forma de plat giratori per realitzar turntablism.

El DJ Hero segueix l'estil de joc de la saga Guitar Hero, però en lloc d'utilitzar controladors de videojoc en forma d'instruments, ho fa intentant simular el turntablism. El controlador està format per en una taula sense fils que consisteix en un turntable movible amb tres botons, un botó giratori d'efectes, un crossfader, un botó "Euphoria" i un tauler amagat amb botons addicionals per interaccionar amb la consola. Una part del controlador pot ser separat i reenganxat per tal d'adaptar-lo a la taula per jugadors esquerrans. Les notes apareixen en forma d'arc girant per un disc fonogràfic a la pantalla mentre el jugador prem un dels tres botons del plat per tocar les notes. Dos botons reflecteixen les dues cançons utilitzades en la remescla, i el tercer representa un sample per afegir a la remescla que pot ser reajustat amb el botó giratori d'efectes. Mentre van sonant les cançons, el jugador ha d'ajustar contínuament el crossfader per tal d'ajustar els símbols que apareixen per pantalla. En algunes cançons es mostren una sèrie de fletxes cap amunt i cap avall que representen les seccions de scratch, en les quals els jugadors han de girar el turntable en la direcció que indiquen les fletxes mentre es prem els botons de tocar per tal de sumar punts. El botó "Euphoria" és equivalent al "Star Power" (potència estel·lar) de la saga Guitar Hero, que s'acumula després de tocar correctament unes sèries de notes consecutives i s'activa mitjançant aquest botó permetent doblar els punts durant uns moments. En la pantalla també apareix un "Rewind meter" (mesurador de rebobinatge) que augmenta segons la qualitat de l'actuació, i un cop ple, permet al jugador rebobinar la cançó per corregir errors produïts durant l'actuació.
El videojoc disposa de tres modes de joc bàsics, un mode carrera individual i dos modes multijugador (competitiu i cooperatiu) que es poden jugar de forma local o remota. Deu cançons han estat especialment remesclades per poder jugar de la mateixa forma que el Guitar Hero i el controlador de guitarra (mode "DJ vs Guitar"). Els jugadors també poden utilitzar el micròfon encara que no puntua.

## Banda sonora
Activision va aconseguir els drets d'aproximadament 100 cançons basades en gravacions originals per tal d'aconseguir 94 remescles realitzades per DJs de fama internacional i un equip de remescles de la mateixa empresa. Alguns dels artistes que van col·laborar en la creació de les remescles van ser: DJ Shadow, DJ Z-Trip, DJ AM, PJ Rose i Daft Punk.
Totes les cançons utilitzades en la banda sonora són totalment noves en la saga Guitar Hero i pertany de diversos i variats gèneres musicals com pop, grunge, soul, R&B, techno, hip-hop o House. A part de totes les remescles confirmades pel videojoc, altres cançons ja han estat confirmades per ser remesclades posteriorment i estaran disponibles com a material descarregable. La majoria de material disponible per a les remescles prové de la discogràfica Universal Music Group.

## Recepció

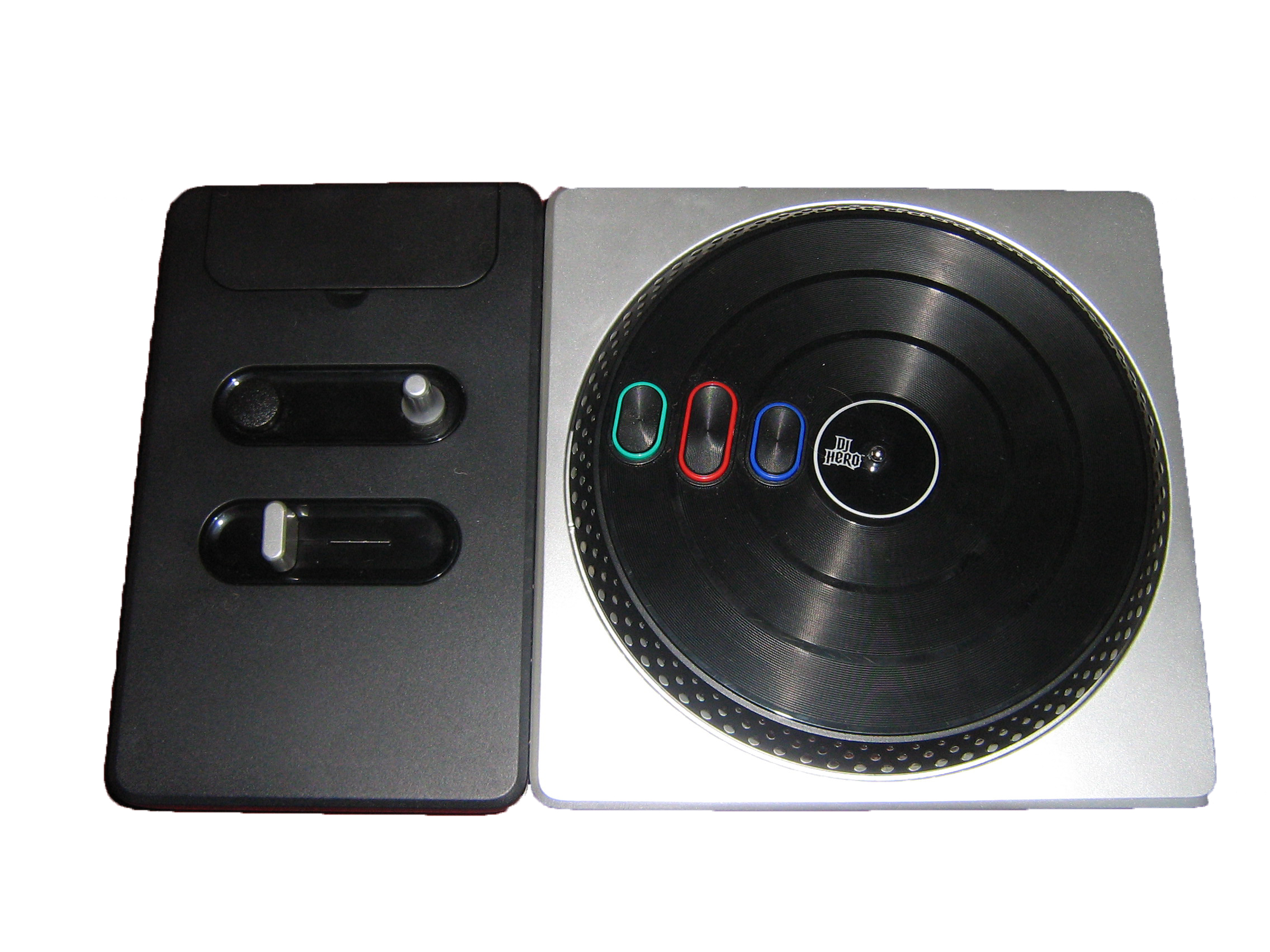
Controlador turntable del DJ Hero per a PS3.

El DJ Hero fou molt ben rebut per la crítica especialitzada, que va considerar molt refrescant per la saga el fet de dedicar un videojoc a un instrument diferent a la guitarra. El dispositiu perifèric per realitzar les remescles rebé bones crítiques pel seu bon disseny però diversos usuaris i crítics van remarcar que calia millorar la sensibilitat dels botons i sobretot del crossfader. La banda sonora es va considerar força correcta tenint en compte que era una nova aventura en l'apartat de videojocs musicals. Malgrat això, alguns mitjans van declarar que algunes mescles eren de qualitat qüestionable, molt adequades per sessions en directe però que no reflectien l'art actual en la mescla de cançons. Aquests mitjans van indicar que es notava molt la diferència de qualitat entre les primeres remescles creades per FreeStyleGames i les darreres, que estaven centrades en famosos DJs. Un altre fet a remarcar és la poca quantitat de modes multijugador. Si bé el DJ-vs-Guitar es va considerar relativament divertit, el mode DJ-vs-DJ va rebre moltes crítiques per les poques possibilitats que oferia.
Els gràfics del videojoc van rebre moltes crítiques negatives, especialment per l'ús indiscriminat de llums estroboscòpiques que podien provocar atacs epilèptics mentre es juga. Els personatges dissenyats que no pertanyien a famosos tenien la mateixa aparença que els de la saga Guitar Hero i continuaven sent massa estereotipats.
Malgrat les crítiques, la majoria de mitjants van considerar que molts dels errors eren petits i fàcilment corregibles en posteriors seqüeles. Això es va demostrar amb la nominació a diversos premis de la indústria. A destacar la consideració d'un dels millors videojocs de l'any 2009 per oferir una nou tipus de joc social en el mercat i també per la qualitat de la banda sonora en els Spike Video Game Awards i Interactive Achievement Award.
Prèviament al llançament del DJ Hero, analistes de la indústria dels videojocs van preveure la venda de més d'un milió i mig d'unitats durant els primers tres mesos, això no obstant, després de comprovar la disminució de les vendes dels Guitar Hero 5 i The Beatles: Rock Band el mes anterior, les anàlisis es van refer disminuint a només 600.000 unitats. En efecte, durant el primer en el mercat estatunidenc només es van vendre 123.000 unitats del joc, quantitat inferior a les 175.000 previstes durant aquest període. Alguns mitjans van considerar que aquestes vendes demostraven que el DJ Hero havia estat un fracàs en el mercat del moment atribuint l'error a quatre factors: no era apropiat com a videojoc social, el preu era prohibitiu a causa de la crisi, les remescles eren relativament desconegudes malgrat que les cançons individuals eres famoses, i la manca de familiaritat en el turntablism comparat amb la guitarra o la bateria.